# Список глав правительства Лесото
Список глав правительства Лесото включает лиц, возглавлявших правительство страны с момента предоставления самоуправления британскому протекторату Басутоленду в 1965 году.
В настоящее время правительство страны возглавляет Премьер-министр (сесото Tona-Kholo, англ. Prime Minister), чьё положение в системе государственной власти определяет конституция, обнародованная в 1993 году. Посвящённые исполнительной власти статьи 86—106 устанавливают, что премьер-министра назначает король и поручает ему сформировать состав правительства. Премьер-министр председательствует на заседаниях Кабинета министров, координирует и контролирует его деятельность, распределяет полномочия между членами правительства, следит за функционированием государственных служб, подписывает постановления и приступает к их исполнению.
Использованная в первом столбце таблиц нумерация является условной; также условным является использование в первом столбце цветовой заливки, служащей для упрощения восприятия принадлежности лиц к различным политическим силам без необходимости обращения к столбцу, отражающему партийную принадлежность. Наряду с партийной принадлежностью, в столбце «Партия» также отражён беспартийный статус персоналий. В столбце «Выборы» отражены состоявшиеся выборные процедуры, сформировавшие состав парламента, утвердившего состав правительства или поддержавшего его. Для удобства список разделён на принятые в историографии периоды истории страны. Приведённые в преамбулах к каждому из разделов описания этих периодов призваны пояснить особенности её политической жизни.

## Басутоленд (протекторат, 1965—1966)
30 апреля 1965 года британский протекторат Басутоленд получил внутреннее самоуправление (автономию), был учреждён пост премьер-министра. На состоявшихся парламентских выборах большинство мест получила Национальная партия Басутоленда, её лидер Джозеф Леабуа Джонатан возглавил правительство. 4 октября 1966 года страна восстановила свою независимость, провозгласив Королевство Лесото.
|        | Портрет | Имя (годы жизни)                                                                       | Полномочия  | Полномочия     | Партия                          | Выборы | Наименование должности                                 | Пр.         |
| Начало | Портрет | Имя (годы жизни)                                                                       | Окончание   |                | Партия                          | Выборы | Наименование должности                                 | Пр.         |
| ------ | ------- | -------------------------------------------------------------------------------------- | ----------- | -------------- | ------------------------------- | ------ | ------------------------------------------------------ | ----------- |
| 1      |         | Секхоньяна Нехемия Масерибане (1914—1987) сесото и англ. Sekhonyana Nehemia Maseribane | 6 мая 1965  | 7 июля 1965    | Национальная партия Басутоленда | 1965   | Премьер-министр сесото Tona-Kholo англ. Prime Minister | [ 4 ] [ 5 ] |
| 2 (I)  |         | Джозеф Леабуа Джонатан (1914—1987) сесото и англ. Joseph Leabua Jonathan               | 7 июля 1965 | 4 октября 1966 | Национальная партия Басутоленда | 1965   | Премьер-министр сесото Tona-Kholo англ. Prime Minister | [ 6 ] [ 7 ] |

## Королевство Лесото (с 1966)
4 октября 1966 года Басутоленд был провозглашён независимым Королевством Лесото (англ. ‘Muso oa Lesotho, англ. Kingdom of Lesotho). На состоявшихся в январе 1970 года парламентских выборах правящая Национальная партия басуто потерпела поражение, а её лидер и премьер-министр Джозеф Леабуа Джонатан отказался передать власть победившей Партии Конгресса Басутоленда (ПКБ). Джонатан организовал государственный переворот, арестовав руководителей ПКБ, приостановив действие конституции и распустив парламент. В 1973 году было созвано Временное национальное собрание с подавляющим проправительственным большинством. Проведённые в 1985 году выборы были бойкотированы оппозицией. Совокупность действий внутренней оппозиции, в том числе вооружённой в лице Освободительной армии Лесото, и закрытие границ с ЮАР из-за трансграничных операций Африканского национального конгресса, породили беспорядки, приведшие 20 января 1986 года к военному перевороту и свержению Джонатана.
24 января 1986 года представителями королевских вооружённых сил был сформирован Военный совет во главе с генерал-майором Джастином Лекханьей, политические партии запрещены, а власть передана королю, ранее игравшему церемониальную роль, который должен был её осуществлять, «советуясь с Военным советом». 12 ноября 1990 года сын низложенного в результате конфликта с военными Мошвешве II Летсие был провозглашён новым королём. 2 мая 1991 года один из 6 членов Военного совета, генерал-майор Элиас Рамаема отстранил Лекханью. Встав во главе Военного совета, он разрешил в 1992 году вернуться из ссылки бывшему королю, подготовил и провёл демократические выборы (состоялись 27 и 29 марта 1993 года), а затем передал власть премьер-министру, лидеру победившей партии, — Нтсу Мохеле. 17 августа 1994 года король Летсие III при поддержке военных совершил переворот и отстранил правительство Мохеле от власти. Новое правительство не получило международного признания: страны-члены Сообщества развития Юга Африки пригрозили военной интервенцией и добились возврата правительства спустя месяц.
30 августа 2014 года премьер-министр Томас Табане объявил о начале против него государственного переворота и выехал в ЮАР, на следующий день его заместитель Мотетджоа Метсинг взял на себя ответственность за управление правительством. В результате посредничества ЮАР 3 сентября ситуация нормализовалась при условии проведения в феврале 2015 года досрочных выборов (принёсших победу оппозиции).
Курсивом и серым цветом выделены даты начала и окончания полномочий Мотетджоа Метсинга, временно замещавшего премьер-министра Томаса Табане, находившегося в ЮАР в ходе попытки государственного переворота.
|          | Портрет                       | Имя (годы жизни)                                                            | Полномочия       | Полномочия               | Партия                        | Выборы        | Наименование должности                                              | Пр.           |
| Начало   | Портрет                       | Имя (годы жизни)                                                            | Окончание        |                          | Партия                        | Выборы        | Наименование должности                                              | Пр.           |
| -------- | ----------------------------- | --------------------------------------------------------------------------- | ---------------- | ------------------------ | ----------------------------- | ------------- | ------------------------------------------------------------------- | ------------- |
| 2 (I—II) |                               | Джозеф Леабуа Джонатан (1914—1987) сесото и англ. Joseph Leabua Jonathan    | 4 октября 1966   | 18 сентября 1985         | Национальная партия басуто    | (1965)        | Премьер-министр сесото Tona-Kholo англ. Prime Minister              | [ 6 ] [ 7 ]   |
| 2 (I—II) | 18 сентября 1985              | Джозеф Леабуа Джонатан (1914—1987) сесото и англ. Joseph Leabua Jonathan    | 20 января 1986   | 1985                     | Национальная партия басуто    |               | Премьер-министр сесото Tona-Kholo англ. Prime Minister              | [ 6 ] [ 7 ]   |
| —        |                               | Джастин Метсинг Лекханья (1938—2021) сесото и англ. Justin Metsing Lekhanya | 20 января 1986   | 2 мая 1991               | военный                       | [ комм. 4 ]   | Председатель Военного совета англ. Chairman of the Military Council | [ 11 ] [ 12 ] |
| —        |                               | Элиас Фисоана Рамаема (1933—2015) сесото и англ. Elias Phisoana Ramaema     | 2 мая 1991       | 2 апреля 1993            | военный                       | [ комм. 4 ]   | Председатель Военного совета англ. Chairman of the Military Council | [ 13 ] [ 12 ] |
| 3 (I)    |                               | Нтсу Клемент Мохеле (1918—1999) сесото и англ. Ntsu Clement Mokhehle        | 2 апреля 1993    | 17 августа 1994          | Партия Конгресса Басутоленда  | 1993          | Премьер-министр сесото Tona-Kholo англ. Prime Minister              | [ 14 ] [ 15 ] |
| и. о.    |                               | Хае Эдуард Фуфоло (1947—) сесото и англ. Hae Edward Phoofolo                | 17 августа 1994  | 14 сентября 1994         | беспартийный                  | [ комм. 4 ]   | Премьер-министр сесото Tona-Kholo англ. Prime Minister              | [ 16 ] [ 17 ] |
| 3 (II)   |                               | Нтсу Клемент Мохеле (1918—1999) сесото и англ. Ntsu Clement Mokhehle        | 14 сентября 1994 | 29 мая 1998              | Партия Конгресса Басутоленда  | 1993          | Премьер-министр сесото Tona-Kholo англ. Prime Minister              | [ 14 ] [ 15 ] |
|          | Конгресс Лесото за демократию | Нтсу Клемент Мохеле (1918—1999) сесото и англ. Ntsu Clement Mokhehle        | 14 сентября 1994 | 29 мая 1998              |                               | 1993          | Премьер-министр сесото Tona-Kholo англ. Prime Minister              | [ 14 ] [ 15 ] |
| 4 (I)    |                               | Бетуэль Пакалита Мосисили (1945—) сесото и англ. Bethuel Pakalitha Mosisili | 29 мая 1998      | 4 июня 2002              | 1998                          | [ 18 ] [ 19 ] | Премьер-министр сесото Tona-Kholo англ. Prime Minister              |               |
| 4 (I)    | 4 июня 2002                   | Бетуэль Пакалита Мосисили (1945—) сесото и англ. Bethuel Pakalitha Mosisili | 23 февраля 2007  | 2002                     |                               | [ 18 ] [ 19 ] | Премьер-министр сесото Tona-Kholo англ. Prime Minister              |               |
|          | 23 февраля 2007               | Бетуэль Пакалита Мосисили (1945—) сесото и англ. Bethuel Pakalitha Mosisili | 8 июня 2012      | Демократический конгресс | 2007                          | [ 18 ] [ 19 ] | Премьер-министр сесото Tona-Kholo англ. Prime Minister              |               |
| 5 (I)    |                               | Томас Мотсвахае Табане (1939—) сесото и англ. Thomas Motsoahae Thabane      | 8 июня 2012      | 17 марта 2015            | Конвенция всех басуто         | 2012          | Премьер-министр сесото Tona-Kholo англ. Prime Minister              | [ 20 ] [ 21 ] |
| и. о.    |                               | Мотетджоа Метсинг (1967—) сесото и англ. Mothetjoa Metsing                  | 31 августа 2014  | 3 сентября 2014          | Конгресс Лесото за демократию | [ комм. 6 ]   | Заместитель Премьер-министра англ. Deputy Prime Minister            | [ 10 ] [ 22 ] |
| 4 (II)   |                               | Бетуэль Пакалита Мосисили (1945—) сесото и англ. Bethuel Pakalitha Mosisili | 17 марта 2015    | 16 июня 2017             | Демократический конгресс      | 2015          | Премьер-министр сесото Tona-Kholo англ. Prime Minister              | [ 18 ] [ 19 ] |
| 5 (II)   |                               | Томас Мотсвахае Табане (1939—) сесото и англ. Thomas Motsoahae Thabane      | 16 июня 2017     | 20 мая 2020              | Конвенция всех басуто         | 2017          | Премьер-министр сесото Tona-Kholo англ. Prime Minister              | [ 20 ] [ 21 ] |
| 6        |                               | Моэкетси Маджоро (1961—) сесото и англ. Moeketsi Majoro                     | 20 мая 2020      | 28 октября 2022          | Конвенция всех басуто         | 2017          | Премьер-министр сесото Tona-Kholo англ. Prime Minister              | [ 23 ] [ 24 ] |
| 7        |                               | Нцокоане Сэмюэл Матекане (1958—) сесото и англ. Ntsokoane Samuel Matekane   | 28 октября 2022  | действующий              | Революция во имя процветания  | 2022          | Премьер-министр сесото Tona-Kholo англ. Prime Minister              | [ 25 ] [ 26 ] |